# Festuca californica
Festuca californica är en gräsart som beskrevs av George Vasey. Festuca californica ingår i släktet svinglar, och familjen gräs. Inga underarter finns listade i Catalogue of Life.

## Bildgalleri

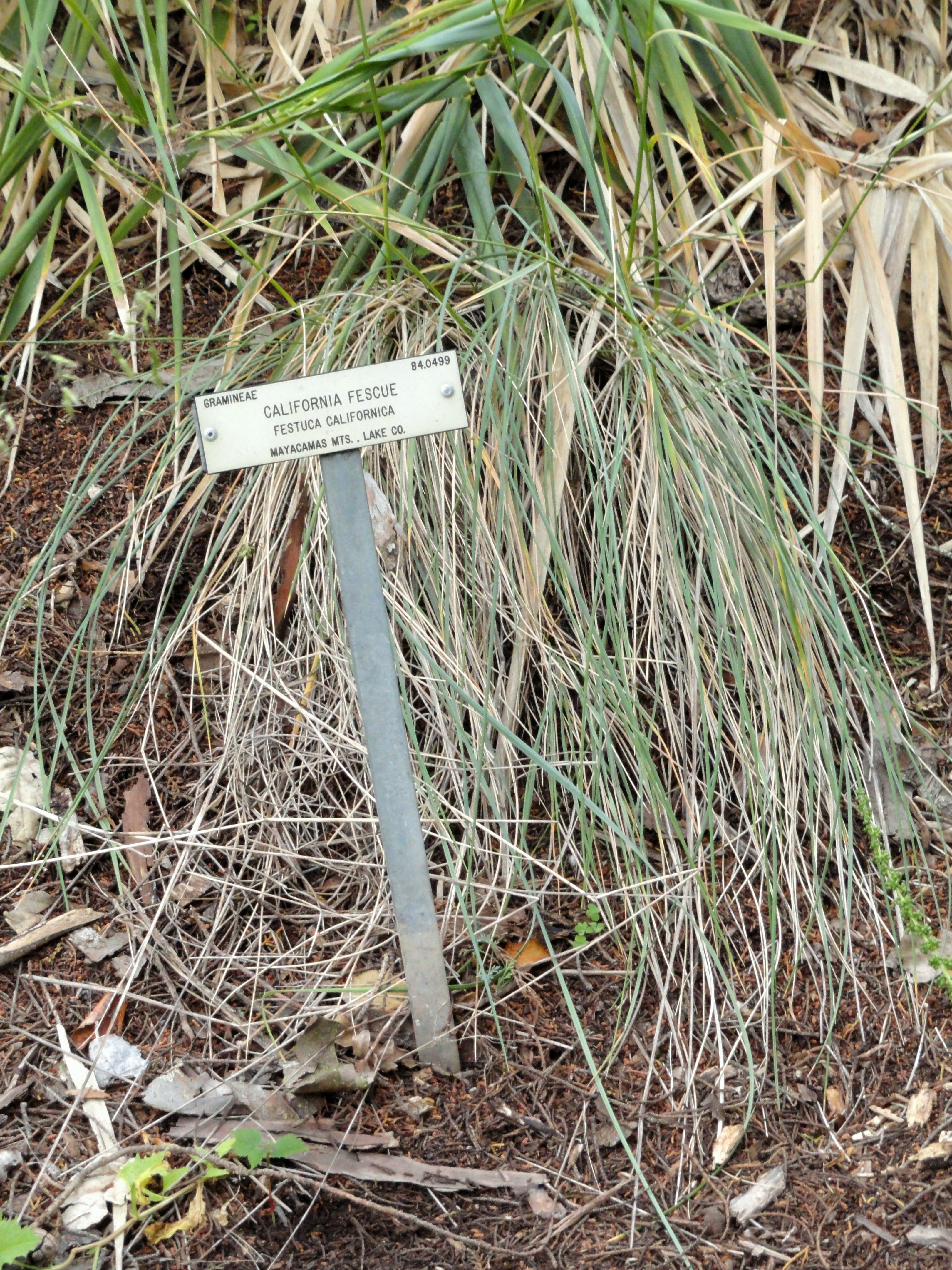
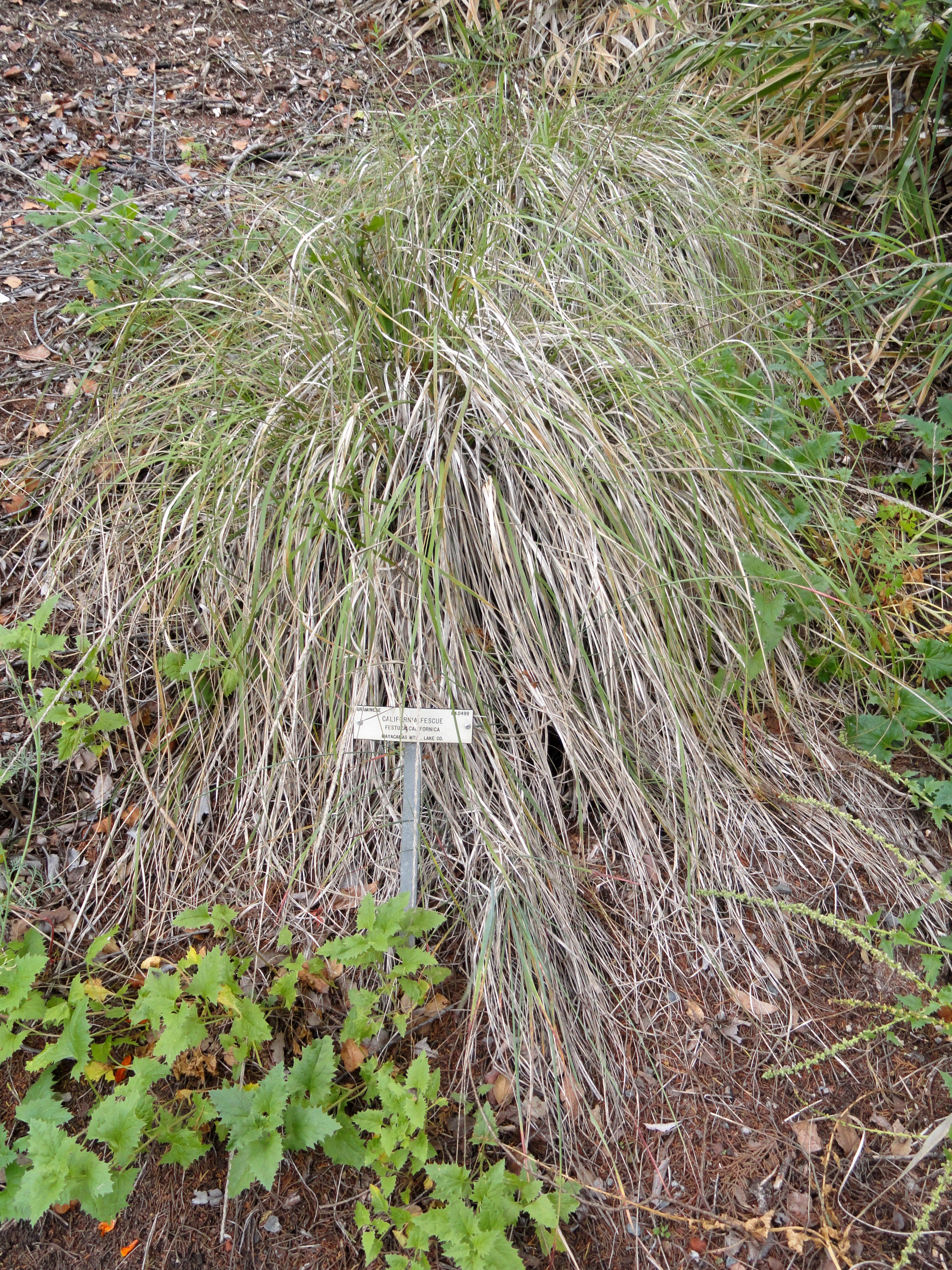
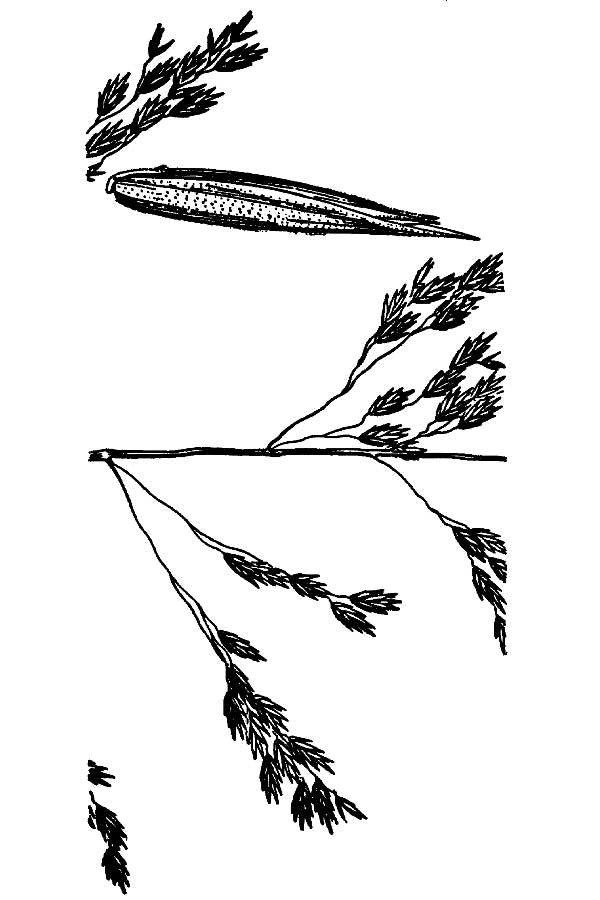